# Lazdona
Lazdona est un pagasts de Lettonie.